# Comté d'Asti (776-1095)
Pour les articles homonymes, voir Comté d'Asti.
776–1095
Entités précédentes :
- Duché d'Asti

Entités suivantes :
- République d’Astese

Le Comté d'Asti a été fondé en 776 par Charlemagne mais survécu à l'Empire carolingien au sein du royaume d'Italie.

## Histoire
En 776, Charlemagne envahit le duché d'Asti, et nomme Éric de Frioul, premier comte d'Asti.
En 880, Suppo II hérite du comté d'Asti et le transmet à ses héritiers, les Supponides.
Au Xe siècle, après l'éviction des Supponides, les Anscarides leur succèdent. Plusieurs membres de cette dynastie porteront le prénom d'Audbert.
Suite la mort sans héritier du dernier comte, Hubert, en 940, l'empereur Otton Ier accorda à l'évêque d'Asti le titre et les prérogatives de comte en 962.
En 1095 l'évêque fut renversé par dix consuls qui mirent définitivement fin au comté au profit de la République d'Astese.
Au XIIe siècle, grâce à l'activité commerciale et bancaire elle connait son apogée et elle va aussi se distinguer dans le commerce de tissus puis dans les activités financières à l'échelle de l'Europe. A cette période la ville s'agrandit et incorpore d'autre villages avec des villages le long de la plaine de Tarano.
En 1312, Asti se soumet au Anjou.
En 1387, Asti se soumet au Visconti.
En 1531, Asti fut annexé par la Savoie, il passa au royaume d'Italie.
Au XVIIIe siècle , la ville voit un réveil de l'activité de construction, de nombreuses maisons fortes et des palais sont construits même si au XIXe la plupart des constructions se sont passées à cette période avec la démolition d'une partie des murs médiévaux.

## Article externe
https://visit.asti.it/fr/decouvrez-asti/histoire-et-territoire/